# Federico Francesco I di Meclemburgo-Schwerin
Federico Francesco I di Meclemburgo-Schwerin (Schwerin, 10 dicembre 1756 – Ludwigslust, 1º febbraio 1837) è stato prima duca (1785-1815) e poi granduca (1815-1837) di Meclemburgo-Schwerin.

## Biografia

### Infanzia

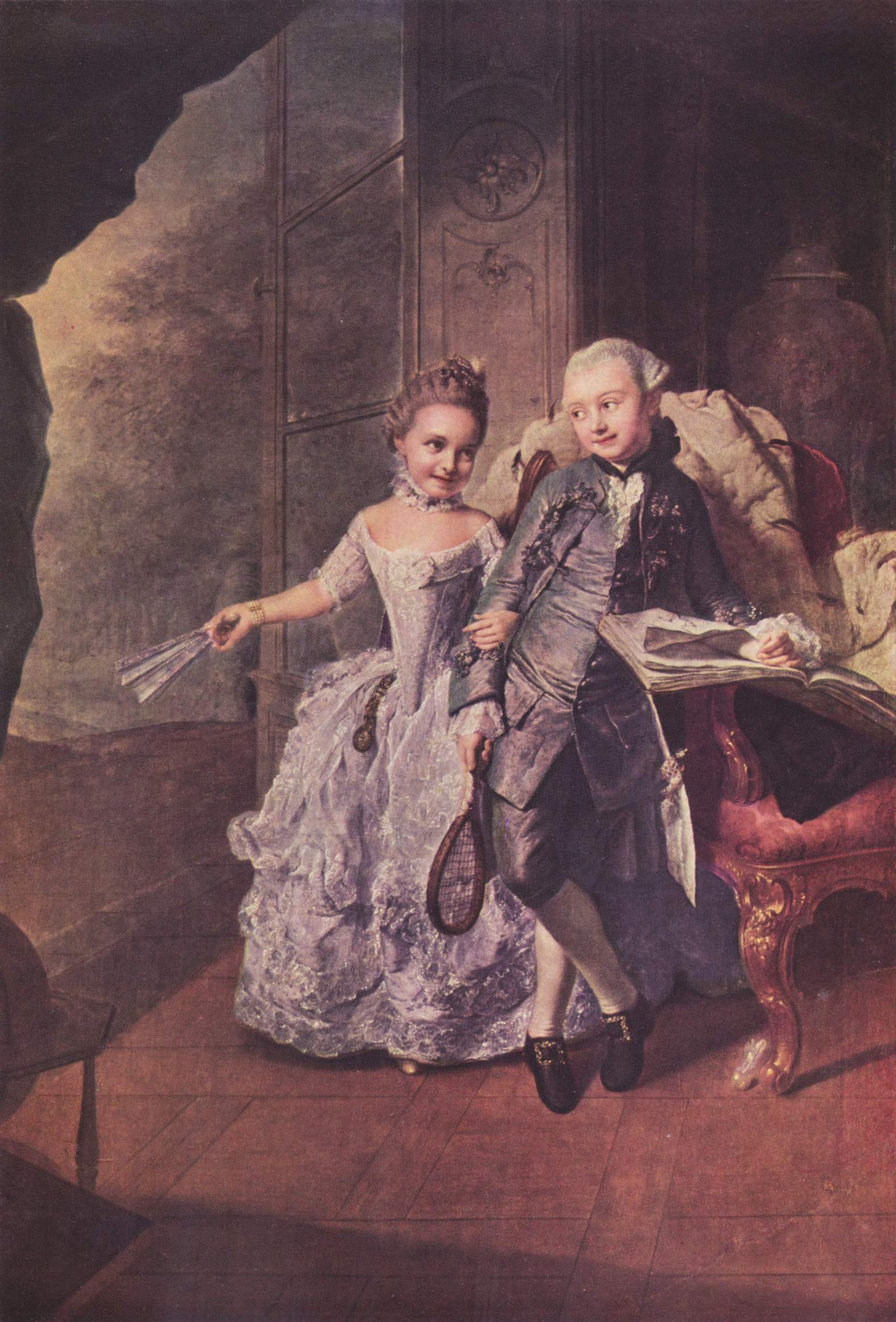
Federico Francesco ritratto in tenera età con la sorella da Georg David Matthieu nel 1764

Era figlio del duca Luigi di Meclemburgo-Schwerin e dalla principessa Carlotta Sofia di Sassonia-Coburgo-Saalfeld.

### Matrimonio

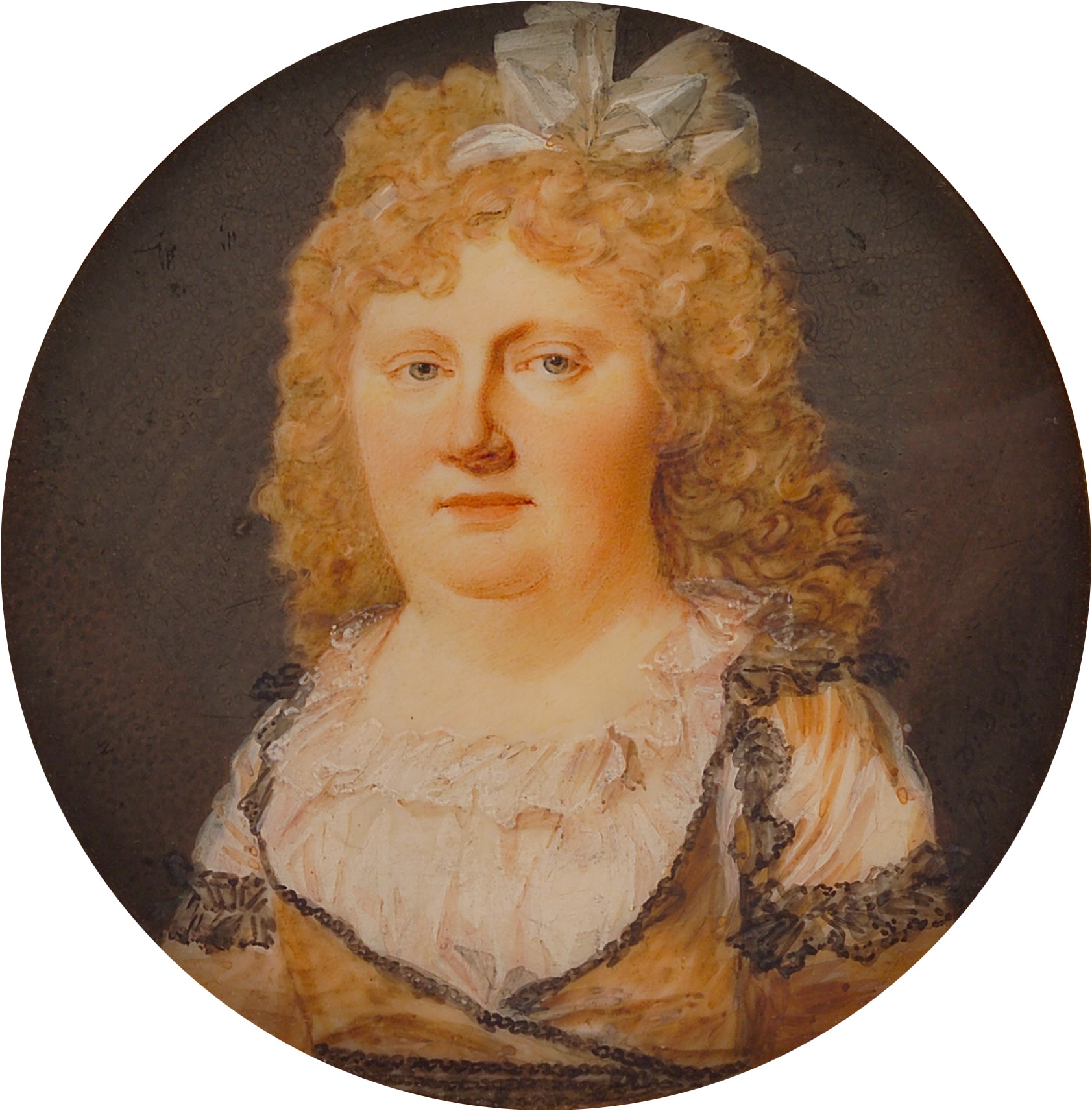
La principessa Luisa di Sassonia-Gotha-Altenburg ritratta da Domenico Bossi nel 1796

Il 1º giugno 1775, a Gotha, Federico Francesco sposò la principessa Luisa di Sassonia-Gotha-Altenburg (1756-1808), da cui ebbe sei figli.

### Duca di Meclemburgo-Schwerin

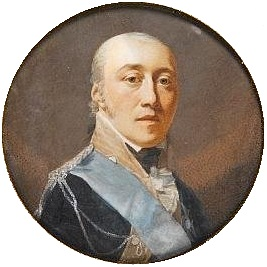
Federico Francesco, duca di Meclemburgo-Schwerin, in una miniatura di Domenico Bossi

Federico Francesco succedette allo zio Federico II, deceduto senza eredi, come Duca di Meclemburgo-Schwerin nel 1785. Tra i suoi primi atti di governo vi fu la risoluzione con la Prussia della Reichexekution del 1731 con la quale il suo antenato Carlo Leopoldo aveva impegnato alcuni villaggi del ducato.
Nel 1789 si adoperò per l'ampliamento della Friedrichs-Universität di Bützow, che esisteva sin dal 1760 come distaccamento dell'Università di Rostock. Ampliò l'ospedale di Santo Spirito di Lubecca ed acquisì le città di Wismar, Poel e Neukloster dalla Svezia con il trattato di Malmö del 1803.

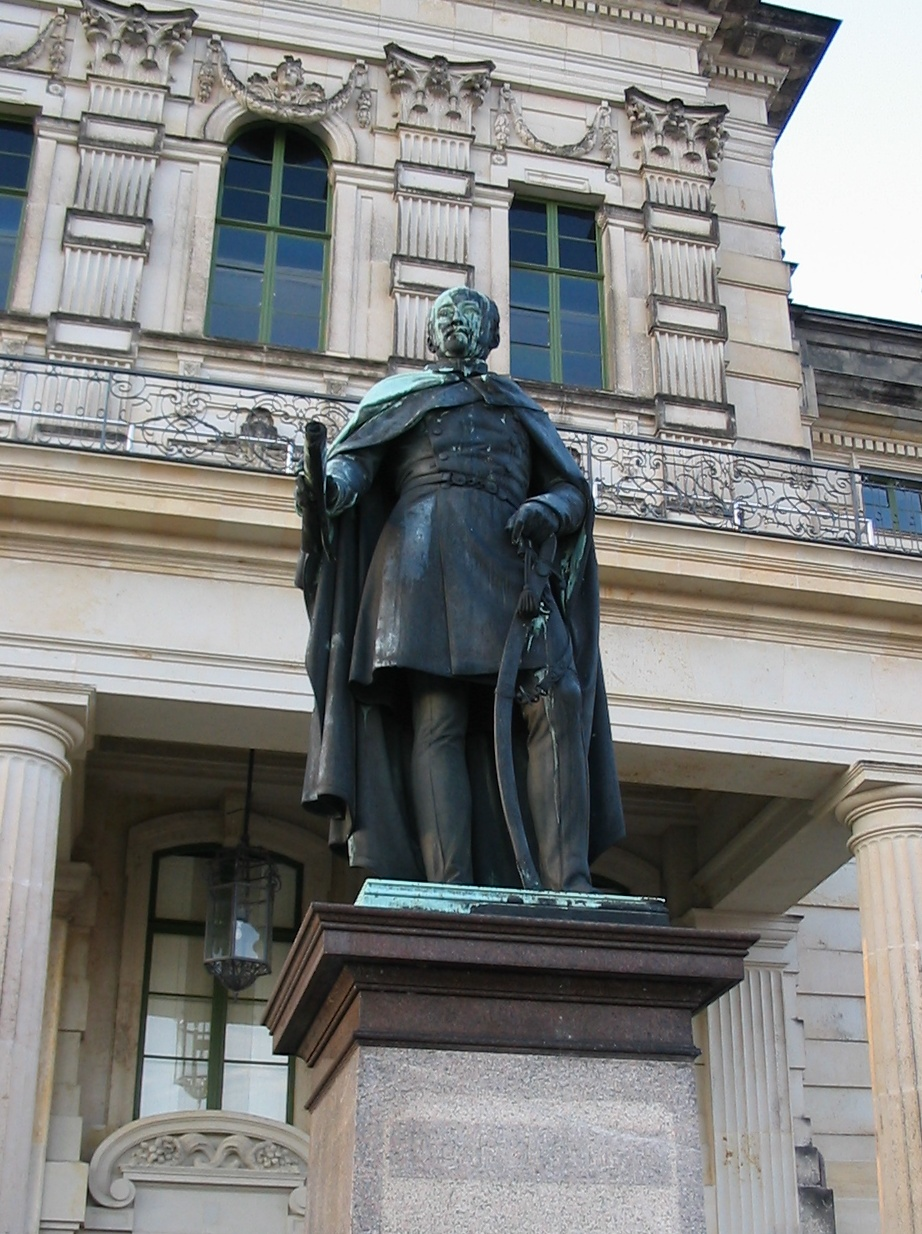
Statua del granduca Federico Francesco I presso il Castello di Ludwigslust

Durante le Guerre napoleoniche mantenne il ducato neutrale. Dopo la battaglia di Jena le truppe francesi occuparono il ducato nel dicembre 1806 ed egli fu costretto a fuggire ad Altona con la famiglia, sotto la protezione danese. Nel luglio del 1807 lo zar siglò il trattato di Tilsit con Napoleone e Alessandro I stesso si impegnò perché il duca venisse restaurato nei propri domini. Dopo il fallimento della Campagna di Russia da parte di Napoleone, Federico Francesco fu tra i primi principi tedeschi a uscire dalla Confederazione del Reno il 14 marzo 1813 e ad imbracciare le armi contro la Francia, ma ancora una volta fu costretto a fuggire dalla propria residenza per una nuova invasione napoleonica.

### Elevazione a Granducato e morte

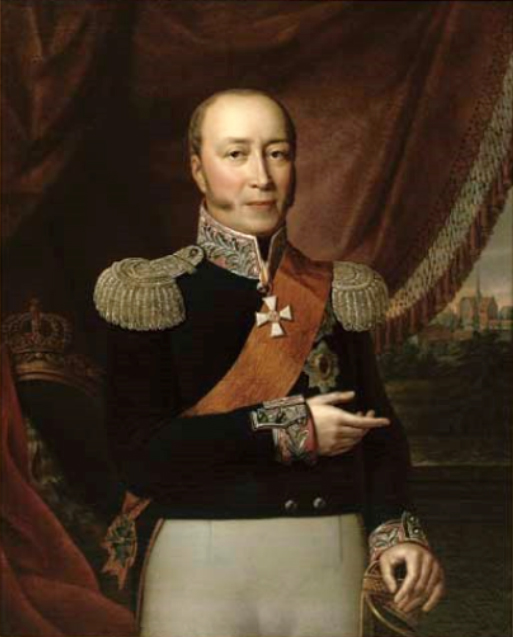
Ritratto del granduca Federico Francesco I di Meclemburgo-Schwerin di Rudolph Suhrlandt, 1817

Al Congresso di Vienna Federico Francesco venne elevato alla dignità granducale, nel giorno del suo 30º anniversario di ascesa al trono. Assieme al cugino nel Meclemburgo-Strelitz, è conosciuto come uno dei reggenti più reazionari.
Alla sua morte, nel 1837, Federico Francesco venne sepolto nel monastero di Bad Doberan e venne succeduto dal nipote, il granduca Paolo Federico.

## Discendenza

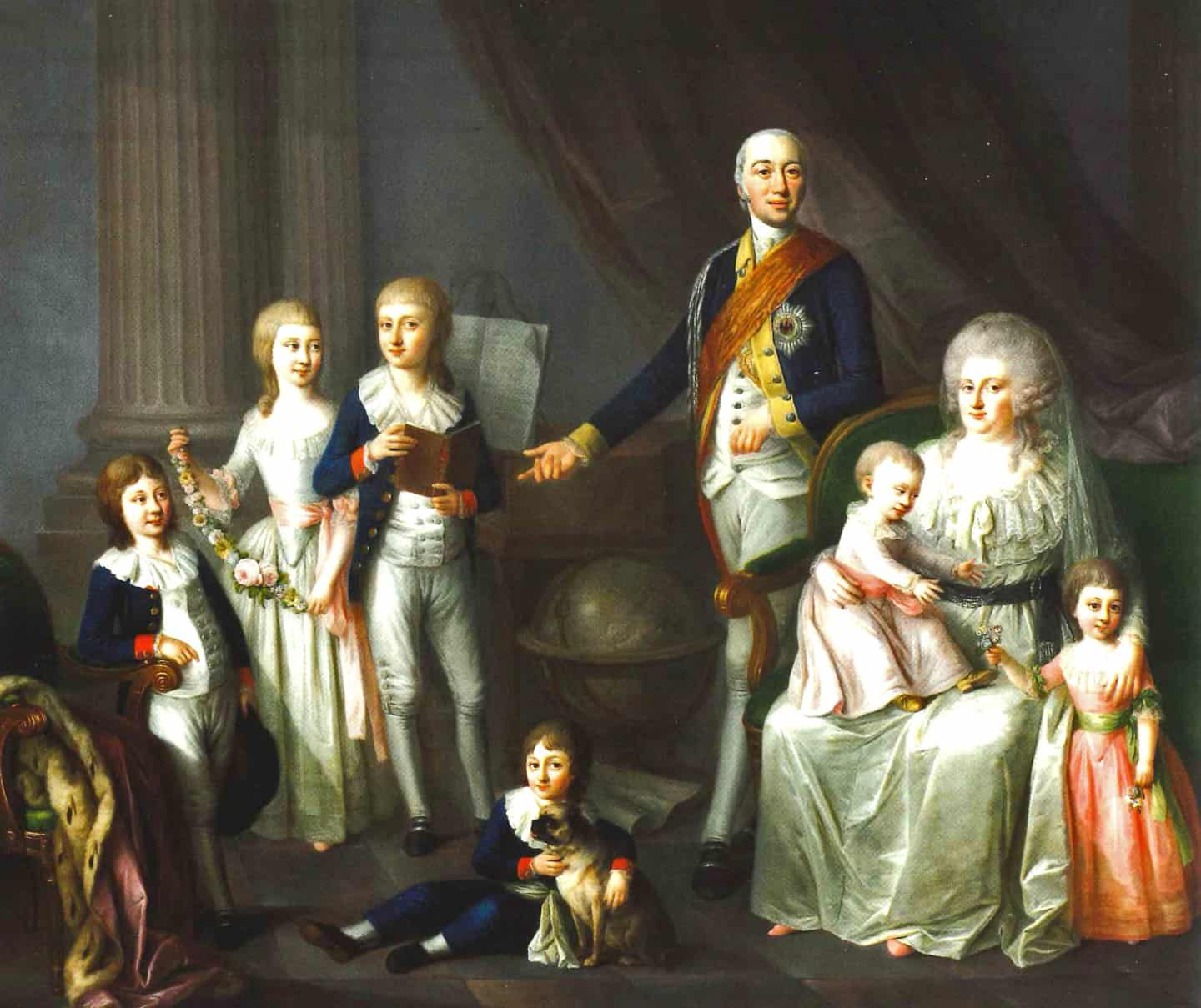
La famiglia di Federico Francesco I di Meclemburgo-Schwerin e di Luisa di Sassonia-Gotha-Altenburg di Daniel Woge, 1788, Staatliches Museum Schwerin

Il granduca Federico Francesco e la principessa Luisa di Sassonia-Gotha-Altenburg ebbero sei figli:
- Federico Ludovico (1778–1819), sposò Elena Pavlovna Romanova e, rimasto vedovo, Carolina Luisa di Sassonia-Weimar-Eisenach; fu padre di Paolo Federico di Meclemburgo-Schwerin e di Elena di Meclemburgo-Schwerin;
- Luisa Carlotta (1779–1801), sposò Augusto di Sassonia-Gotha-Altenburg;
- Gustavo Guglielmo (1781-1851);
- Carlo Augusto Cristiano (1782-1833);
- Carlotta Federica (1784–1840), sposò Cristiano VIII di Danimarca;
- Adolfo (1785-1821).

Dopo la morte della moglie, Federico Francesco I ebbe numerose relazioni con altre donne, senza però sposarle, e dalle quali ebbe vari figli illegittimi.
Da Margarete Elisabeth Bojanowsky ebbe:
- Johann Friedrich Ernst von Kleeburg (1790–1864).

Da una donna con cognome Deters ebbe:
- Friedrich Mecklenburg († 1826 a Dummerhütte).

Da Luise Friederike Saal ebbe:
- Luise Friederike Charlotte von Kleinow (1785–1839);
- Friederike von Kleinow (1794–1849).

Da Louise Müller ebbe:
- Ludwig Christian Helmuth von Mecklenburg (2 novembre 1811 a Ludwigslust - 31 gennaio 1875, ivi).

## Ascendenza
|                                               |                                               |                                            | Genitori                                   |  |  | Nonni |  |  | Bisnonni                         |  |  | Trisnonni                                 |  |
|                                               |                                               |                                            |                                            |  |  |       |  |  | Federico di Meclemburgo-Schwerin |  |  | Adolfo Federico I di Meclemburgo-Schwerin |  |
|                                               |                                               |                                            |                                            |  |  |       |  |  | Federico di Meclemburgo-Schwerin |  |  | Adolfo Federico I di Meclemburgo-Schwerin |  |
|                                               |                                               | Maria Caterina di Braunschweig-Dannenberg  |                                            |  |  |       |  |  | Federico di Meclemburgo-Schwerin |  |  |                                           |  |
| Cristiano Ludovico II di Meclemburgo-Schwerin |                                               |                                            |                                            |  |  |       |  |  | Federico di Meclemburgo-Schwerin |  |  |                                           |  |
|                                               |                                               | Cristina Guglielmina d'Assia-Homburg       | Guglielmo Cristoforo d'Assia-Homburg       |  |  |       |  |  |                                  |  |  |                                           |  |
|                                               |                                               | Cristina Guglielmina d'Assia-Homburg       | Guglielmo Cristoforo d'Assia-Homburg       |  |  |       |  |  |                                  |  |  |                                           |  |
|                                               |                                               | Cristina Guglielmina d'Assia-Homburg       | Sofia Eleonora d'Assia-Darmstadt           |  |  |       |  |  |                                  |  |  |                                           |  |
| Luigi di Meclemburgo-Schwerin                 |                                               | Cristina Guglielmina d'Assia-Homburg       |                                            |  |  |       |  |  |                                  |  |  |                                           |  |
|                                               |                                               | Adolfo Federico II di Meclemburgo-Strelitz | Adolfo Federico I di Meclemburgo-Schwerin  |  |  |       |  |  |                                  |  |  |                                           |  |
|                                               |                                               | Adolfo Federico II di Meclemburgo-Strelitz | Adolfo Federico I di Meclemburgo-Schwerin  |  |  |       |  |  |                                  |  |  |                                           |  |
|                                               |                                               | Adolfo Federico II di Meclemburgo-Strelitz | Maria Caterina di Braunschweig-Dannenberg  |  |  |       |  |  |                                  |  |  |                                           |  |
| Gustava Carolina di Meclemburgo-Strelitz      |                                               | Adolfo Federico II di Meclemburgo-Strelitz |                                            |  |  |       |  |  |                                  |  |  |                                           |  |
|                                               |                                               | Maria di Meclemburgo-Güstrow               | Gustavo Adolfo di Meclemburgo-Güstrow      |  |  |       |  |  |                                  |  |  |                                           |  |
|                                               |                                               | Maria di Meclemburgo-Güstrow               | Gustavo Adolfo di Meclemburgo-Güstrow      |  |  |       |  |  |                                  |  |  |                                           |  |
|                                               |                                               | Maria di Meclemburgo-Güstrow               | Maddalena Sibilla di Holstein-Gottorp      |  |  |       |  |  |                                  |  |  |                                           |  |
| Federico Francesco I di Meclemburgo-Schwerin  |                                               | Maria di Meclemburgo-Güstrow               |                                            |  |  |       |  |  |                                  |  |  |                                           |  |
|                                               | Giovanni Ernesto di Sassonia-Coburgo-Saalfeld | Ernesto I di Sassonia-Coburgo-Saalfeld     |                                            |  |  |       |  |  |                                  |  |  |                                           |  |
|                                               | Giovanni Ernesto di Sassonia-Coburgo-Saalfeld | Ernesto I di Sassonia-Coburgo-Saalfeld     |                                            |  |  |       |  |  |                                  |  |  |                                           |  |
|                                               | Giovanni Ernesto di Sassonia-Coburgo-Saalfeld | Elisabetta Sofia di Sassonia-Altenburg     |                                            |  |  |       |  |  |                                  |  |  |                                           |  |
| Francesco Giosea di Sassonia-Coburgo-Saalfeld | Giovanni Ernesto di Sassonia-Coburgo-Saalfeld |                                            |                                            |  |  |       |  |  |                                  |  |  |                                           |  |
|                                               |                                               | Carlotta Giovanna di Waldeck-Wildungen     | Giosia II di Waldeck-Wildungen             |  |  |       |  |  |                                  |  |  |                                           |  |
|                                               |                                               | Carlotta Giovanna di Waldeck-Wildungen     | Giosia II di Waldeck-Wildungen             |  |  |       |  |  |                                  |  |  |                                           |  |
|                                               |                                               | Carlotta Giovanna di Waldeck-Wildungen     | Guglielmina Cristina di Nassau-Hilchenbach |  |  |       |  |  |                                  |  |  |                                           |  |
| Carlotta Sofia di Sassonia-Coburgo-Saalfeld   |                                               | Carlotta Giovanna di Waldeck-Wildungen     |                                            |  |  |       |  |  |                                  |  |  |                                           |  |
|                                               |                                               | Luigi Federico I di Schwarzburg-Rudolstadt | Alberto Antonio di Schwarzburg-Rudolstadt  |  |  |       |  |  |                                  |  |  |                                           |  |
|                                               |                                               | Luigi Federico I di Schwarzburg-Rudolstadt | Alberto Antonio di Schwarzburg-Rudolstadt  |  |  |       |  |  |                                  |  |  |                                           |  |
|                                               |                                               | Luigi Federico I di Schwarzburg-Rudolstadt | Emilia Giuliana di Barby-Muehlingen        |  |  |       |  |  |                                  |  |  |                                           |  |
| Anna Sofia di Schwarzburg-Rudolstadt          |                                               | Luigi Federico I di Schwarzburg-Rudolstadt |                                            |  |  |       |  |  |                                  |  |  |                                           |  |
|                                               |                                               | Anna Sofia di Sassonia-Gotha-Altenburg     | Federico I di Sassonia-Gotha-Altenburg     |  |  |       |  |  |                                  |  |  |                                           |  |
|                                               |                                               | Anna Sofia di Sassonia-Gotha-Altenburg     | Federico I di Sassonia-Gotha-Altenburg     |  |  |       |  |  |                                  |  |  |                                           |  |
|                                               |                                               | Anna Sofia di Sassonia-Gotha-Altenburg     | Maddalena Sibilla di Sassonia-Weissenfels  |  |  |       |  |  |                                  |  |  |                                           |  |
|                                               |                                               | Anna Sofia di Sassonia-Gotha-Altenburg     |                                            |  |  |       |  |  |                                  |  |  |                                           |  |